# Kiemieliszki (rejon trocki)
Kiemieliszki (lit. Kiemeliškės) − wieś na Litwie, zamieszkana przez 46 ludzi, w rejonie trockim, 6 km na północny wschód od Trok.